# Ladislav Nagy
Pour les personnes ayant le même patronyme, voir Nagy.
Ladislav Nagy (né le 1er juin 1979 à Košice en Tchécoslovaquie aujourd'hui ville de Slovaquie) est un joueur professionnel slovaque de hockey sur glace. Il évolue au poste d'ailier.

## Carrière en club
Il commence sa carrière dans la ligue junior de son pays en jouant pour le club de sa ville natale, le HC Košice en 1995. Deux ans plus tard, en 1997, alors qu'il a fait ses premiers pas dans le championnat élite slovaque (Extraliga), il participe au repêchage d'entrée dans la Ligue nationale de hockey. Choisi en septième ronde (177e choix) par les Blues de Saint-Louis, il continue à jouer une saison dans son pays avant de rejoindre l'Amérique du Nord et la Ligue de hockey junior majeur du Québec.
À la fin de cette première saison avec les Mooseheads d'Halifax, il glane de nombreuses récompenses dans la LHJMQ dont le trophée Michel-Bergeron en tant que meilleure recrue offensive de la saison ainsi que la Coupe RDS de la meilleure recrue, tous postes confondus. Il joue même ses trois premiers matchs dans la Ligue américaine de hockey avec les IceCats de Worcester lors des séries éliminatoires de la Coupe Calder.
En 1999-2000, il joue ses premiers matchs dans la Ligue nationale de hockey avec les Blues et à la fin de la saison suivante, il rejoint les Coyotes de Phoenix en compagnie de Michal Handzuš, Jeff Taffe et un choix de première ronde en 2002 et en retour de Keith Tkachuk.
Il joue trois saisons avec les Coyotes, rentre dans son pays lors du lock-out 2004-2005 pour rejouer avec son équipe. Il joue également cette saison avec Mora IK de l'Elitserien suédoise.
À la reprise de la LNH, il joue encore avec les Coyotes et le 12 février 2007, il rejoint les Stars de Dallas en retour de Mathias Tjärnqvist et d'un choix de première ronde pour 2007. Quelques mois plus tard, agent libre, il signe avec les Kings de Los Angeles.
En 2008, il signe au Severstal Tcherepovets dans la Ligue continentale de hockey.

### Controverse
En décembre 2005, au terme d'une rencontre entre les Coyotes de Phoenix et les Canadiens de Montréal, Ladislav Nagy et Shane Doan, capitaine des Coyotes, auraient tenu des propos diffamatoires envers les arbitres de la rencontre, francophones, les traitant de « fucking french ».

## Carrière internationale
Il représente la Slovaquie lors des compétitions internationales. Il a pris part au championnat du monde junior lors des éditions de 1998 et 1999, où il gagne une médaille de bronze lors de cette dernière. Il a pris part à six championnats du monde et remporte la médaille d'or en 2002 en plus d'une médaille de bronze en 2003. Il a également pris part à la Coupe du monde de hockey en 2004, organisée par la LNH.

## Trophées et honneurs personnels
- Ligue de hockey junior majeur du Québec
  - 1999 - Coupe RDS et trophée Michel-Bergeron

## Statistiques

### En club
| Saison     | Équipe                 | Ligue         |     | Saison régulière | Saison régulière | Saison régulière | Saison régulière | Saison régulière |   | Séries éliminatoires | Séries éliminatoires | Séries éliminatoires | Séries éliminatoires | Séries éliminatoires |
| Saison     | Équipe                 | Ligue         | PJ  | B                | A                | Pts              | Pun              | PJ               | B | A                    | Pts                  | Pun                  |                      |                      |
| 1995-1996  | HC Košice              | Extraliga Jr. | 45  | 29               | 30               | 59               | 105              | -                | - | -                    | -                    | -                    |                      |                      |
| 1996-1997  | HC Košice              | Extraliga Jr. | 9   | 10               | 7                | 17               | 26               | -                | - | -                    | -                    | -                    |                      |                      |
| 1996-1997  | HK Dragon Presov       | Extraliga     | 11  | 6                | 5                | 11               | 10               | -                | - | -                    | -                    | -                    |                      |                      |
| 1996-1997  | HK Dragon Presov       | 1.liga        | 33  | 22               | 18               | 40               | 46               | -                | - | -                    | -                    | -                    |                      |                      |
| 1997-1998  | HC Košice              | Extraliga     | 40  | 21               | 19               | 40               | 47               | -                | - | -                    | -                    | -                    |                      |                      |
| 1997-1998  | Mez VTJ Michalovce     | 1.liga        | 1   | 0                | 0                | 0                | 2                | -                | - | -                    | -                    | -                    |                      |                      |
| 1998-1999  | Mooseheads d'Halifax   | LHJMQ         | 63  | 71               | 55               | 126              | 148              | 5                | 3 | 3                    | 6                    | 18                   |                      |                      |
| 1998-1999  | IceCats de Worcester   | LAH           | -   | -                | -                | -                | -                | 3                | 2 | 2                    | 4                    | 0                    |                      |                      |
| 1999-2000  | IceCats de Worcester   | LAH           | 69  | 23               | 28               | 51               | 67               | 1                | 1 | 0                    | 1                    | 0                    |                      |                      |
| 1999-2000  | Blues de Saint-Louis   | LNH           | 11  | 2                | 4                | 6                | 2                | 6                | 1 | 1                    | 2                    | 0                    |                      |                      |
| 2000-2001  | Blues de Saint-Louis   | LNH           | 40  | 8                | 8                | 16               | 20               | -                | - | -                    | -                    | -                    |                      |                      |
| 2000-2001  | IceCats de Worcester   | LAH           | 20  | 6                | 14               | 20               | 36               | -                | - | -                    | -                    | -                    |                      |                      |
| 2000-2001  | Coyotes de Phoenix     | LNH           | 6   | 0                | 1                | 1                | 2                | -                | - | -                    | -                    | -                    |                      |                      |
| 2001-2002  | Coyotes de Phoenix     | LNH           | 74  | 23               | 19               | 42               | 50               | 5                | 0 | 0                    | 0                    | 21                   |                      |                      |
| 2002-2003  | HC Košice              | Extraliga     | 1   | 2                | 1                | 3                | 0                | -                | - | -                    | -                    | -                    |                      |                      |
| 2002-2003  | Coyotes de Phoenix     | LNH           | 80  | 22               | 35               | 57               | 92               | -                | - | -                    | -                    | -                    |                      |                      |
| 2003-2004  | Coyotes de Phoenix     | LNH           | 55  | 24               | 28               | 52               | 46               | -                | - | -                    | -                    | -                    |                      |                      |
| 2004-2005  | HC Košice              | Extraliga     | 18  | 9                | 7                | 16               | 40               | -                | - | -                    | -                    | -                    |                      |                      |
| 2004-2005  | Mora IK                | Elitserien    | 19  | 4                | 4                | 8                | 22               | -                | - | -                    | -                    | -                    |                      |                      |
| 2005-2006  | Coyotes de Phoenix     | LNH           | 51  | 15               | 41               | 56               | 74               | -                | - | -                    | -                    | -                    |                      |                      |
| 2006-2007  | Coyotes de Phoenix     | LNH           | 55  | 8                | 33               | 41               | 48               | -                | - | -                    | -                    | -                    |                      |                      |
| 2006-2007  | Stars de Dallas        | LNH           | 25  | 4                | 10               | 14               | 6                | 7                | 1 | 1                    | 2                    | 2                    |                      |                      |
| 2007-2008  | Kings de Los Angeles   | LNH           | 38  | 9                | 17               | 26               | 18               | -                | - | -                    | -                    | -                    |                      |                      |
| 2008-2009  | Severstal Tcherepovets | KHL           | 45  | 5                | 14               | 19               | 103              | -                | - | -                    | -                    | -                    |                      |                      |
| 2009-2010  | Severstal Tcherepovets | KHL           | 44  | 9                | 13               | 22               | 36               | -                | - | -                    | -                    | -                    |                      |                      |
| 2010-2011  | HK Presov              | 1.liga        | 2   | 0                | 1                | 1                | 16               | -                | - | -                    | -                    | -                    |                      |                      |
| 2010-2011  | HK Poprad              | Extraliga     | 24  | 12               | 17               | 29               | 107              | -                | - | -                    | -                    | -                    |                      |                      |
| 2010-2011  | MODO Hockey            | Elitserien    | 25  | 12               | 12               | 24               | 46               | -                | - | -                    | -                    | -                    |                      |                      |
| 2011-2012  | HC Lev Poprad          | KHL           | 30  | 7                | 12               | 19               | 59               | -                | - | -                    | -                    | -                    |                      |                      |
| 2011-2012  | Dinamo Minsk           | KHL           | 12  | 1                | 5                | 6                | 8                | 4                | 0 | 0                    | 0                    | 2                    |                      |                      |
| 2012-2013  | MODO Hockey            | Elitserien    | 49  | 7                | 15               | 22               | 32               | 5                | 1 | 1                    | 2                    | 2                    |                      |                      |
| 2013-2014  | HC Košice              | Extraliga     | 21  | 8                | 12               | 20               | 32               | -                | - | -                    | -                    | -                    |                      |                      |
| 2013-2014  | Jokerit                | Liiga         | 34  | 12               | 20               | 32               | 16               | 2                | 0 | 0                    | 0                    | 29                   |                      |                      |
| 2014-2015  | HC Slovan Bratislava   | KHL           | 51  | 23               | 18               | 41               | 60               | -                | - | -                    | -                    | -                    |                      |                      |
| 2015-2016  | HC Slovan Bratislava   | KHL           | 48  | 7                | 8                | 15               | 34               | 4                | 0 | 0                    | 0                    | 14                   |                      |                      |
| 2016-2017  | HC Košice              | Extraliga     | 50  | 29               | 32               | 61               | 121              | 2                | 1 | 0                    | 1                    | 4                    |                      |                      |
| 2017-2018  | HC Košice              | Extraliga     | 42  | 22               | 19               | 41               | 38               | 5                | 0 | 3                    | 3                    | 4                    |                      |                      |
| 2018-2019  | HC Košice              | Extraliga     | 48  | 34               | 27               | 61               | 28               | 6                | 2 | 2                    | 4                    | 4                    |                      |                      |
| Totaux LNH | Totaux LNH             | Totaux LNH    | 435 | 115              | 196              | 311              | 358              | 18               | 2 | 2                    | 4                    | 23                   |                      |                      |

### En équipe nationale
| Année | Compétition                 |   | PJ | B | A  | Pts | Pun                        |  | Résultat |
| 1997  | Championnat d'Europe junior | 5 | 1  | 0 | 1  | 6   |                            |  |          |
| 1998  | Championnat du monde junior | 6 | 6  | 2 | 8  | 12  | 9e place                   |  |          |
| 1999  | Championnat du monde junior | 6 | 4  | 3 | 7  | 6   | Médaille de bronze         |  |          |
| 2001  | Championnat du monde        | 7 | 2  | 1 | 3  | 6   | 7e place                   |  |          |
| 2002  | Championnat du monde        | 6 | 1  | 3 | 4  | 6   | Médaille d'or              |  |          |
| 2003  | Championnat du monde        | 9 | 4  | 4 | 8  | 10  | Médaille de bronze         |  |          |
| 2004  | Coupe du monde              | 4 | 1  | 0 | 1  | 0   | Défaite en quart de finale |  |          |
| 2009  | Championnat du monde        | 6 | 1  | 2 | 3  | 2   | 10e place                  |  |          |
| 2011  | Championnat du monde        | 4 | 3  | 2 | 5  | 4   | 10e place                  |  |          |
| 2014  | Championnat du monde        | 7 | 4  | 0 | 4  | 6   | 9e place                   |  |          |
| 2018  | Jeux olympiques             | 4 | 0  | 1 | 1  | 2   | 11e place                  |  |          |
| 2018  | Championnat du monde        | 7 | 1  | 9 | 10 | 4   | 9e place                   |  |          |
| 2019  | Championnat du monde        | 7 | 2  | 3 | 5  | 12  | 9e place                   |  |          |